# What You Know Bout Love
«What You Know Bout Love» — песня американского рэпера и певца Pop Smoke c его посмертного дебютного студийного альбома Shoot for the Stars, Aim for the Moon (2020), а также мини-альбома Mood Swings (2020). Песня была написана Pop Smoke вместе с продюсером IAmTash, дополнительные авторские права принадлежат Элджину Лампкину (Ginuwine) и Трою Оливеру за интерполяцию и семплирование песни Ginuwine «Differences». Песня была выпущена в качестве пятого сингла с альбома 9 октября 2020 года лейблами Victor Victor Worldwide и Republic Records. Это R&B-трек, в котором Pop Smoke поет о своей страсти к возлюбленной. Песня получила в целом положительные отзывы от музыкальных критиков, многие из которых высоко оценили текст и исполнение рэпера. Песня заняла девятое место в американском чарте Billboard Hot 100 и четвёртое место в чарте UK Singles Chart, став вторым синглом Pop Smoke, вошедшим в топ-10 в США, и третьим в Великобритании. На международном уровне песня вошла в пятёрку лучших в четырёх других странах, включая Норвегию, где она достигла третьей строчки. Песня была удостоена ряда сертификаций, в частности, была признана трижды платиновой в Канаде по версии Music Canada (MC). Сопроводительное музыкальное видео было снято режиссером Оливером Кэнноном и размещено на YouTube-канале Pop Smoke 22 декабря 2020 года. В нём представлены ранее не публиковавшиеся видеоролики, в которых рэпер и его поклонники выполняют танцевальный челлендж песни в TikTok. Видео получило положительные отзывы, а критики назвали его горько-сладким.

## История и композиция
«What You Know Bout Love» была одной из ранних песен Pop Smoke, когда Стивен Виктор впервые подписал с ним контракт. Виктор вспоминал, как он был рад этой песне, потому что ему всегда нравился оригинальный семпл, который Pop Smoke самостоятельно нашел на YouTube. Виктор сказал, что «What You Know Bout Love» была одной из тех композиций, которые, по их мнению, были слишком важными, чтобы выпускать их сразу. Он и его команда всегда хотели включить эту песню в альбом, потому что считали, что она соответствует этому уровню. Виктор прокомментировал, что когда Pop Smoke говорил о песне, он сказал: «Йоу, это для тех случаев, когда я нахожусь в своем любовном мешке». IAmTash объяснил, что выложил бит для песни «What You Know Bout Love» в 2019 году. Он заявил, что писал его как Playboi Carti-type beat. IAmTash объявил, что это был просто маркетинговый ход, но в октябре 2019 года он увидел фрагмент, где Pop Smoke танцует под него. Он признался, что не знал, откуда Pop Smoke взял этот бит, потому что никогда с ним не общался. IAmTash предположил, что Pop Smoke взял его с YouTube.
Песня была написана Pop Smoke вместе с IAmTash, Элджином Лампкином и Троем Оливером. Продюсированием песни занимался исключительно IAmTash. Мастерингом и сведением занимался Джесс Джексон, а Роуз Адамс, Сейдж Скофилд и Шон Солимар выступали в качестве ассистентов звукорежиссёра. Песня «What You Know Bout Love» была выпущена посмертно на дебютном студийном альбоме Pop Smoke Shoot for the Stars, Aim for the Moon в качестве пятнадцатого трека 3 июля 2020 года.
Музыкальные журналисты описали «What You Know Bout Love» как R&B трек. В песне заметно семплирование инструментальной части хита Ginuwine «Differences» 2001 года, что делает его одним из нескольких треков с Shoot for the Stars, Aim for the Moon, содержащих семплы песен начала 2000-х годов. В тексте песни Pop Smoke подробно описывает свою увлеченность возлюбленной и стремление доставить ей удовольствие. Джейд Гомес из Paste высказала мнение, что песня является чувственным, «сентиментальным размышлением о любви», и что Pop Smoke «размышляет о красоте своей девушки, выходящей на пробежку и готовящей ему завтрак». В своём ретроспективном комментарии сотрудники журнала Dazed написали, что Pop Smoke "делает чувствительное признание в стремлении поймать чувства вопреки самому себе. «Послушай, детка, я сказал, что не буду идти впереди». Они заявили, что «What You Know Bout Love» обращается «прямо к поколению, воспитанному на романтических настроениях эпохи R&B 90-х годов, в поисках связи в то время, когда отправка обнаженных фото считается языком любви».

## Приём критиков
Песня «What You Know Bout Love» получила в целом положительные отзывы от музыкальных критиков, многие из которых похвалили текст песни. Дхрува Балрам из NME считает, что песня показывает, что у Pop Smoke «были амбиции ворваться в самые разные жанры». Джулисса Лопес из The New Yorker положительно отозвалась о разносторонности Pop Smoke, написав: «Мягкое исполнение песен „What You Know Bout Love“ и „Something Special“ раскрывает новые попсовые стороны артиста, но даже в этих тихих проблесках его голос ощущается, как огромная сила, которую невозможно сдержать». Август Браун из Los Angeles Times сказал, что эта песня демонстрирует спектр возможностей Pop Smoke, наряду с другими треками альбома «Yea Yea» и «Diana», которые «отличаются новым свободным пространством и мелодией, с текстами, которые даже иногда нежны». В своей рецензии на альбом Ханна Гиоргис из The Atlantic отметила: «Из медленных песен, созданных на основе более ранних хитов, „What You Know Bout Love“ является наиболее ярким произведением. Pop Smoke поет припев с поразительной теплотой и открывает второй куплет с редким признанием слабости». Бьянка Грейси из журнала Paper заявила, что «песня „What You Know Bout Love“ придает ностальгический оттенок хиту Ginuwine „Differences“ 2001 года». Вонго Окон, написавший для Uproxx, описал песню как «трифект из R&B семплов». В менее восхищенной рецензии Чарльз Лайонс-Берт из журнала Slant Magazine отметил, что песня отклоняется от «запатентованных дрилл и трэп истоков Pop Smoke», и сказал, что она «скорее тоскливая и скучная, нежели [захватывающий] отход от привычного звучания». Сотрудники Dazed поместили «What You Know Bout Love» на 14 место в списке 20 лучших треков 2020 года, назвав его «жанровым кроссовером, который заслуживает того, чтобы сделать [Pop Smoke] звездой», а также «милой трещиной в броне его первоначальной самоуверенности». В социальной сети TikTok песня «What You Know Bout Love» вошла в десятку лучших песен 2020 года в приложении, с более чем 12,1 миллионами видео.

## Награды
| Год  | Организация           | Номинация                | Результат | Прим.  |
| ---- | --------------------- | ------------------------ | --------- | ------ |
| 2021 | American Music Awards | Лучшая рэп/хип-хоп песня | Номинация | [ 18 ] |

## Музыкальный видеоклип

### История и краткое описание
Режиссёром музыкального видеоклипа на песню «What You Know Bout Love» выступил Оливер Кэннон. Он был загружен на YouTube-канал Pop Smoke 22 декабря 2020 года. Видеоролик начинается с того, что Pop Smoke благодарит своих поклонников и говорит им о том, как он их ценит и любит: «Я люблю и ценю вас всех. Я был бы никем без вас». В видео вошли никогда ранее не виденные клипы, в которых Pop Smoke работает в студии, путешествует по миру, проводит время со своей семьей и друзьями, публикует видео на своем аккаунте TikTok и выступает вживую. В клипе также можно увидеть, как поклонники выполняют танцевальный челлендж песни в TikTok. Видео заканчивается тем, что Pop Smoke садится в самолёт и говорит: «Я не знаю, кому это нужно услышать, брат, но не позволяй никому и никогда говорить тебе, что ты ничего не можешь сделать. Что бы ты ни хотел делать, просто блядь делай это. Не оглядывайся назад».

### Приём критиков
Музыкальное видео получило положительные отзывы критиков. Джон Пауэлл, написавший для Revolt, назвал клип «горько-сладким». Ройал Бей из Hypebeast заявил, что «энергия Pop Smoke все ещё чувствуется в этом официальном видео». Митч Финдли из HotNewHipHop отметил, что визуальный ряд «позволяет заглянуть в закулисный процесс Pop Smoke», но сказал, что он «напоминает о горьком и сладком». Он продолжил, признав, что «как бы ни было трудно смотреть новое видео Pop Smoke, это все равно приятное напоминание о человеке, стоящем за музыкой, и хороший повод вернуться и переслушать Shoot For The Stars».

## Участники записи
Информация взята из Tidal.
- Башар Джексон — вокал, автор
- IAmTash — продюсер, автор, связанный исполнитель, программист
- Элджин Лампкин[англ.] — автор
- Трой Оливер[англ.] — автор
- Джесс Джексон[англ.] — сведение, мастеринг
- Роуз Адамс — помощник звукорежиссёра
- Сейдж Скофилд — помощник звукорежиссёра
- Шон Солимар — помощник звукорежиссёра
- Кори Нутил — программист
- Дом Мартин — программист
- Пьер Рог — помощник программиста

## Чарты
| Чарт (2020—2021)                       | Высшая позиция |
| -------------------------------------- | -------------- |
| Австралия (ARIA)                       | 5              |
| Австрия (Ö3 Austria Top 40)            | 9              |
| Бельгия/Фландрия (Ultratop 50)         | 26             |
| Бельгия/Валлония (Ultratop 50)         | 38             |
| Канада (Billboard Canadian Hot 100)    | 16             |
| Чехия (Singles Digitál Top 100)        | 10             |
| Дания (Tracklisten)                    | 12             |
| Финляндия (Suomen virallinen lista)    | 14             |
| Франция (SNEP)                         | 28             |
| Германия (GfK)                         | 12             |
| Мир (Billboard Global 200)             | 11             |
| Греция (IFPI International)            | 5              |
| Венгрия (Stream Top 40)                | 17             |
| Исландия (Plötutíðindi)                | 18             |
| Ирландия (IRMA)                        | 5              |
| Италия (FIMI)                          | 28             |
| Нидерланды (Single Top 100)            | 12             |
| Новая Зеландия (Recorded Music NZ)     | 6              |
| Норвегия (VG-lista)                    | 3              |
| Португалия (AFP)                       | 5              |
| Румыния (Airplay 100)                  | 84             |
| Сингапур (RIAS)                        | 24             |
| Словакия (Singles Digitál Top 100)     | 24             |
| Швеция (Sverigetopplistan)             | 6              |
| Швейцария (Schweizer Hitparade)        | 8              |
| Великобритания (OCC UK Singles)        | 4              |
| США (Billboard Hot 100)                | 9              |
| США (Billboard Adult Pop Airplay)      | 38             |
| США (Billboard Dance/Mix Show Airplay) | 23             |
| США (Billboard Hot R&B/Hip-Hop Songs)  | 4              |
| США (Billboard Pop Airplay)            | 8              |
| США (Billboard Rhythmic)               | 1              |

| Чарт (2020)                           | Позиция |
| ------------------------------------- | ------- |
| Венгрия (Stream Top 40)               | 73      |
| Швеция (Sverigetopplistan)            | 97      |
| Великобритания (OCC UK Singles)       | 90      |
| США (Billboard Hot R&B/Hip-Hop Songs) | 74      |

| Чарт (2021)                           | Позиция |
| ------------------------------------- | ------- |
| Австралия (ARIA)                      | 61      |
| Канада (Canadian Hot 100)             | 62      |
| Франция (SNEP)                        | 129     |
| Мир Global 200 (Billboard)            | 51      |
| Португалия (AFP)                      | 100     |
| США Billboard Hot 100                 | 22      |
| США (Billboard Hot R&B/Hip-Hop Songs) | 11      |
| США (Billboard Mainstream Top 40)     | 27      |
| США (Billboard Rhythmic)              | 1       |

## Сертификации
| Регион | Сертификация  | Продажи   |
| --- | ------------- | --------- |
| Австралия (ARIA) | 2× Платиновый | 140 000   |
| Австрия (IFPI Austria) | Золотой       | 15 000    |
| Бельгия (BEA) | Золотой       | 20 000    |
| Канада (Music Canada) | 3× Платиновый | 240 000   |
| Дания (IFPI Danmark) | Платиновый    | 90 000    |
| Франция (SNEP) | Платиновый    | 200 000   |
| Германия (BVMI) | Золотой       | 200 000   |
| Италия (FIMI) | Платиновый    | 70 000    |
| Новая Зеландия (RMNZ) | Платиновый    | 30 000    |
| Польша (ZPAV) | Платиновый    | 50 000    |
| Португалия (AFP) | 2× Платиновый | 20 000    |
| Великобритания (BPI) | Платиновый    | 600 000   |
| США (RIAA) | 2× Платиновый | 2 000 000 |
| Греция (IFPI Greece) | Золотой       | 1 000 000 |
| Швеция (GLF) | Платиновый    | 8 000 000 |
| Данные о продажах + прослушиваниях приведены только на основе сертификации. · Данные только о прослушиваниях приведены на основе сертификации. |               |           |